# Antonio Possenti

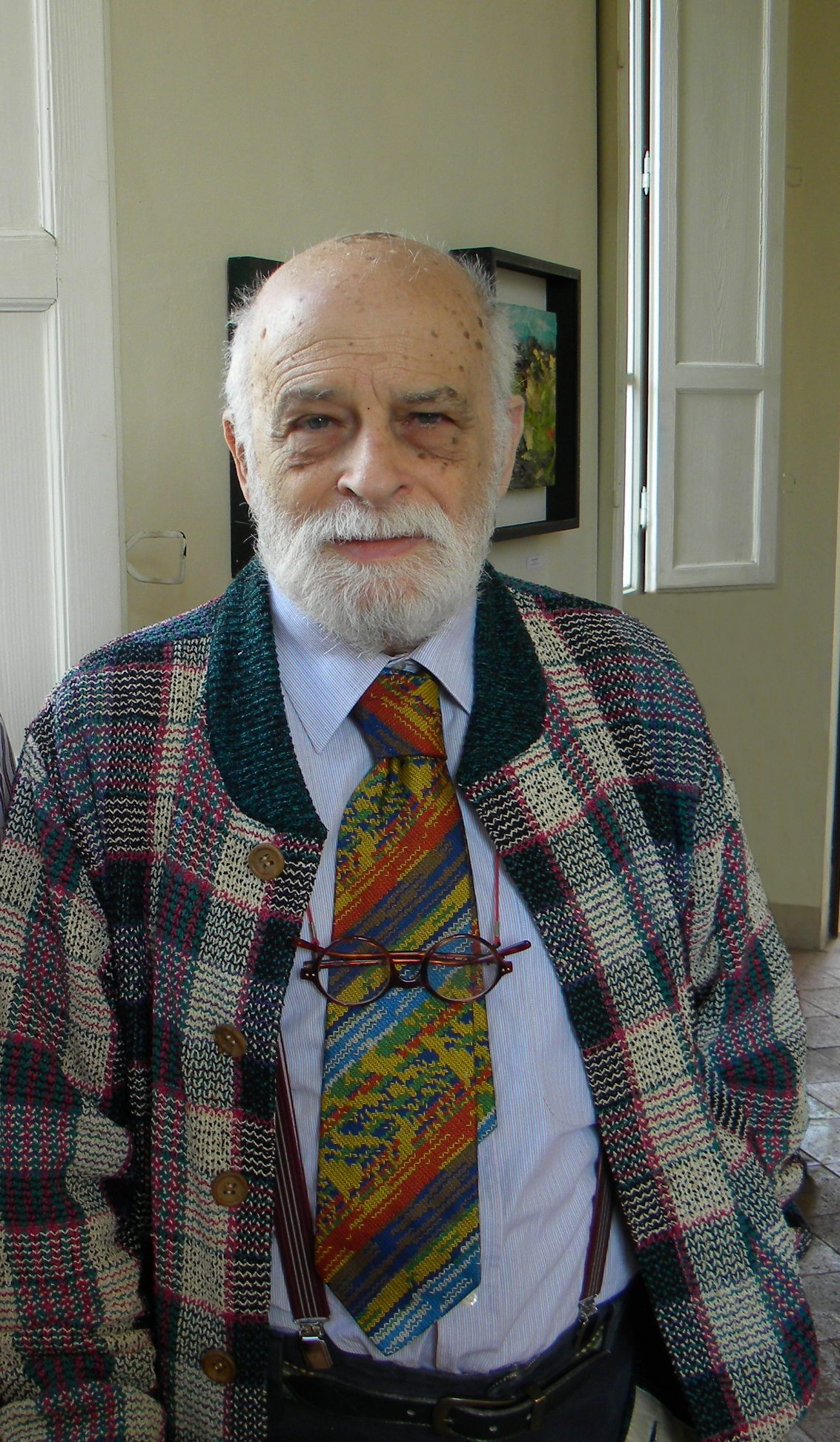
Antonio Possenti

Antonio Possenti (Lucca, 11 gennaio 1933 – Lucca, 28 luglio 2016) è stato un pittore e illustratore italiano.

## Biografia
Antonio Possenti nacque a Lucca l'11 gennaio 1933 ma trascorse buona parte dei suoi primi anni di vita a Livorno. A seguito della distruzione della casa paterna dovuta ai bombardamenti della Seconda guerra mondiale, tornò nella città natale che rimase per lui un punto di riferimento per tutta la vita.
Durante l'adolescenza sviluppò interesse per la lettura e dette prova di qualità espressive nel disegno. Un aiuto per la formazione culturale venne dalla famiglia: il padre era preside di liceo, la madre insegnante, mentre il nonno materno era il rettore dell'Università di Pisa, il deputato del Parlamento Augusto Mancini.
Completati gli studi classici, si laureò in Giurisprudenza a Pisa e, dopo aver svolto il praticantato presso uno studio legale, si dedicò all'insegnamento di diritto nelle scuole secondarie superiori della provincia di Lucca. Durante il periodo d'insegnamento iniziò, da autodidatta, l'attività di disegnatore satirico, succedendo al vignettista Mino Maccari sulle pagine del settimanale Il Mondo, e illustrò alcuni volumi della Collana "Il Ponte" della Arnoldo Mondadori Editore. Nel 1957 incontrò il pittore russo Marc Chagall in Costa Azzurra.
Dal 1960 ottenne numerosi riconoscimenti, ed espose in Italia e all'estero. Nel 1972 venne segnalato per il catalogo Bolaffi da Dino Buzzati e nel 1982 da Pier Carlo Santini.
Fu membro dell'Accademia lucchese di scienze, lettere e arti e dell'Accademia delle arti del disegno di Firenze.
Morì a Lucca nell'estate del 2016 dopo una lunga malattia.

## Mostre personali
- 1954 Lucca, Premio di pittura Visioni di Lucca.
- 1957 Milano, Premio Mondadori.
- 1958 Livorno, Premio Modigliani.
- 1959 Roma, VIII Quadriennale Roma.
- 1960 Firenze, Mostra Internaz. dello Sport.
- 1963 Forte dei Marmi, Mostra personale galleria Bolena.
- 1967 Empoli, Personale Palazzo Ghibellino.
- 1968 Milano, Personale galleria Venezia.
- 1969 Barcellona, Mostra internazionale  di Incisione e Litografia.
- 1970 Roma, Personale galleria La Barcaccia.
- 1972 Firenze, III Biennale internaz. della Grafica d'arte Palazzo Strozzi.
- 1973 Milano, Personale galleria GianFerrari.
- 1974 Roma, XVI Premio Vasto, medaglia d'oro del Presidente della Repubblica  / Bologna, Personale galleria Forni.
- 1977 Amsterdam, Personale galleria Forni.
- 1978 Parigi, Personale all'École des Beaux-Arts.
- 1980 Milano, Personale "Omaggio a Freud" galleria GianFerrari / Siena, drappellone per il Palio di Siena / Piacenza, VI Biennale naz. d'Arte Figurativa.
- 1982 Bologna, Arte Fiera.
- 1995 Ponsacco (Pi), Personale Galleria d'Arte Brunetti.
- 1999 Massa, Palazzo Ducale.
- 2000 Firenze, Sala delle Reali Poste della Galleria degli Uffizi.
- 2001-2010 Siena, Palazzo Pubblico Magazzini del Sale.
- 2001 Ponsacco (Pi), Personale Galleria d'Arte Brunetti.
- 2002 Napoli, Castel dell'Ovo.
- 2004 Lucca, Palazzo Ducale.
- 2008 Poggibonsi, Sala quadri del Palazzo Comunale "Carta Canta".
- 2011 Pescara, Museo delle Genti d'Abruzzo.
- 2011 Fondi, Castello Baroni.
- 2012 Ponsacco (Pi), Personale Galleria d'Arte Brunetti.